# Servaea vestita
Servaea vestita là một loài nhện trong họ Salticidae.
Loài này thuộc chi Servaea. Servaea vestita được Ludwig Carl Christian Koch miêu tả năm 1879.

## Hình ảnh